# Pancerniki typu Bretagne
Pancerniki typu Bretagne – typ trzech francuskich pancerników generacji drednotów, z okresu I wojny światowej, używanych też podczas II wojny światowej.

## Historia
Okręty były francuską odpowiedzią na nową generację brytyjskich drednotów, z armatami większego kalibru, niż początkowo stosowany 305 mm (tzw. superdrednoty). Stanowiły dalsze rozwinięcie typu Courbet – pierwszych francuskich drednotów, mając generalnie taki sam kadłub, konstrukcję i architekturę. Główną zmianą było powiększenie kalibru artylerii z 305 mm na 340 mm i bardziej racjonalne jej rozmieszczenie – zastąpienie dwóch wież na burtach na śródokręciu przez jedną umieszczoną centralnie, przez co liczba dział w salwie burtowej nie uległa zmianie. Opancerzenie pozostało podobne, zwiększono jedynie pancerz wież. Dodano przegrodę przeciwtorpedową, lecz o niewielkiej skuteczności z uwagi na małą grubość (8 mm).
Okręty budowano na podstawie programu z 1912, w tym roku też położono stępki pod budowę trzech pancerników typu, a wodowano je w 1913. Dzięki temu, że w chwili wybuchu I wojny światowej ich budowa była zaawansowana, zostały ukończone podczas wojny jako jedyne większe francuskie okręty. Były najsilniejszymi i ostatnimi francuskimi drednotami, gdyż budowę późniejszego typu Normandie anulowano po wojnie.
| nazwa      | położenie stępki, stocznia | wodowanie  | wejście do służby | los                                  |
| ---------- | -------------------------- | ---------- | ----------------- | ------------------------------------ |
| „Bretagne” | 01.07.1912, Brest          | 21.04.1913 | 12.09.1915        | zatopiony 03.07.1940 w Mers el-Kebir |
| „Provence” | 01.05.1912, Lorient        | 20.04.1913 | 05.06.1915        | samozatopiony 27.11.1942 w Tulonie   |
| „Lorraine” | 01.08.1912, Saint Nazaire  | 30.09.1913 | 27.07.1916        | wycofany 17.02.1953                  |

## Opis i ocena
W momencie wejścia do służby, okręty typu Bretagne ustępowały czołowym zagranicznym pancernikom, przede wszystkim w opancerzeniu. Ponadto, w Wielkiej Brytanii zaczęły wchodzić już wówczas do służby pancerniki z artylerią kalibru 381 mm. Działa 340 mm na skutek ograniczonego kąta podniesienia (12°) miały niewielki zasięg 14,5 km, dopiero w 1917 zwiększono kąt podniesienia dział ostatniej wieży na „Lorraine” do 18° i zasięg do 18 km, a pozostałych wież i pozostałych pancerników – po wojnie. Ponadto, słaba była dzielność morska okrętów, ich pokład dziobowy był zalewany przez fale.

## Modernizacje
Po I wojnie światowej pancerniki były trzykrotnie modernizowane, lecz jedynie w stosunkowo niewielkim stopniu. „Provence” przechodził modernizacje w latach 1922, 1927 i 1932-1933, „Bretagne” – 1921, 1925 i 1931-1934, a „Lorraine” – w 1921, 1930 i 1934-1936.
Podczas pierwszej modernizacji przede wszystkim zwiększono donośność artylerii głównej przez zwiększenie kąta podniesienia dział do 23°. Podczas drugiej modernizacji zmieniono opalanie kotłów z mieszanego (węgiel i paliwo ciekłe) na paliwo ciekłe, a ponadto ulepszono przyrządy kierowania ogniem, zdjęto 4 działa 138,6 mm i zamontowano tyle samo dział przeciwlotniczych 75 mm. Podczas ostatniej najszerszej modernizacji, m.in. zastąpiono 24 stare kotły (18 na „Provence”) przez 6 nowych, bardziej wydajnych, przez co moc wzrosła z 29 000 do 43 000 KM. Prędkość zwiększyła się jednak w niewielkim stopniu. Wymieniono armaty artylerii głównej (na wyprodukowane dla pancerników typu Normandie), zdjęto dalsze 4 działa 138,6 mm oraz wszystkie 4 podwodne wyrzutnie torpedowe i zamontowano dalsze 4 działa przeciwlotnicze 75 mm. Zmodyfikowano rozkład opancerzenia, skracając burtowy pas pancerny na korzyść skosów pokładu pancernego.

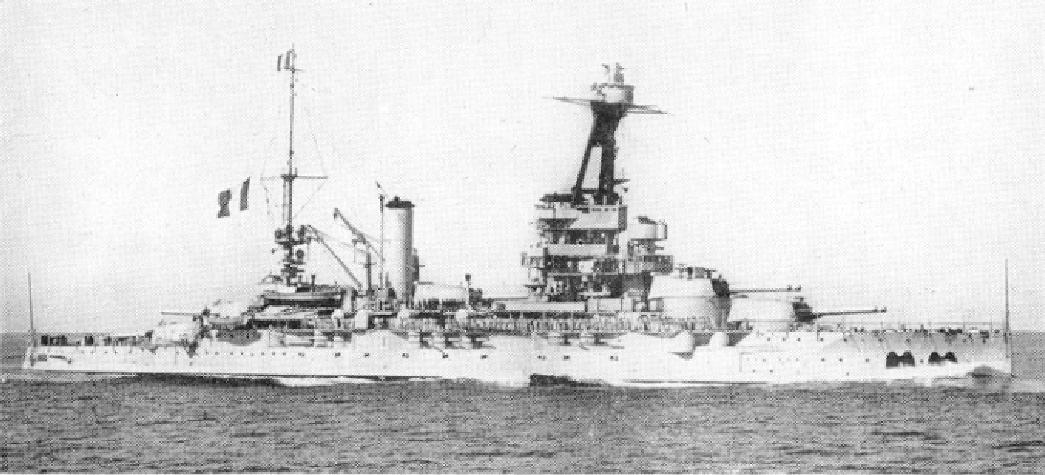
„Provence”

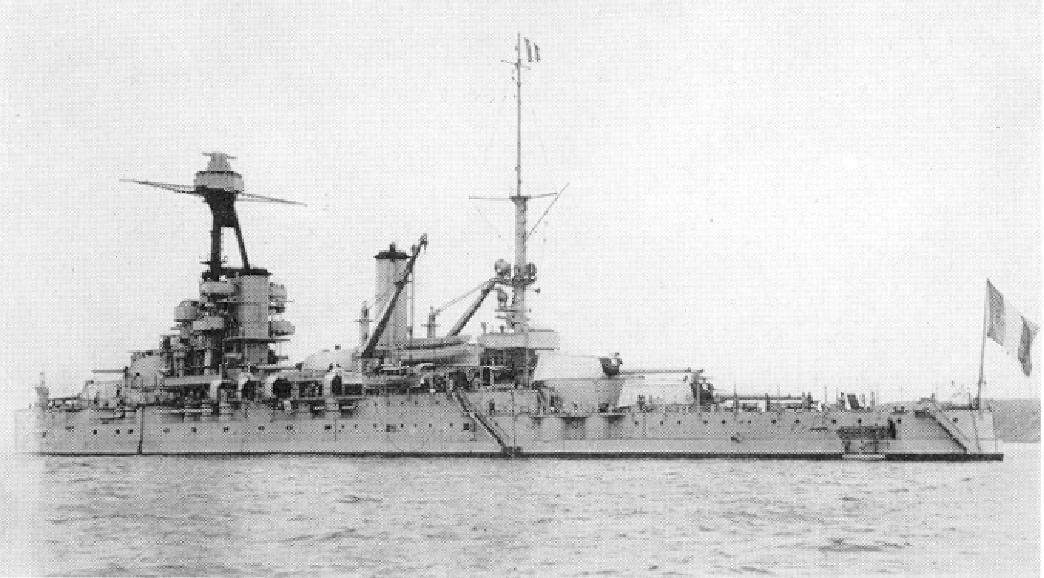
„Provence”

Na „Lorraine” podczas trzeciej modernizacji zastąpiono wieżę artylerii głównej na śródokręciu przez katapultę i hangar na 4 wodnosamoloty. Działa 75 mm zastąpiono przez 8 nowych dział przeciwlotniczych 100 mm (4xII) i 4 działka 37 mm (później ich liczbę zwiększono do 8). W styczniu 1940 jednak działa 100 mm ponownie zamieniono na 8 pojedynczych 75 mm (było to spowodowane koniecznością dozbrojenia w te działa nowoczesnego pancernika „Richelieu”). Podczas kolejnego remontu w latach 1943-1944 zdjęto wyposażenie lotnicze, lecz za to uzbrojenie przeciwlotnicze zwiększono do 8 dział 75 mm, 14 pojedynczych dział 40 mm Bofors i 25 działek 20 mm Oerlikon.

## Służba okrętów w skrócie
Okręty weszły do służby w latach 1915-1916, będąc najsilniejszymi francuskimi pancernikami, lecz nie uczestniczyły w walkach podczas I wojny światowej. „Provence” działał w 1916 na wodach greckich i do 1919 był okrętem flagowym francuskiej floty.
Wszystkie trzy okręty służyły także podczas II wojny światowej, mając już wówczas jednak niewielką wartość bojową. Służba ich nie miała istotniejszych aktywnych epizodów bojowych. „Lorraine” w listopadzie 1939 wyewakuował do kanadyjskiego Halifaksu część rezerw złota Francji (1500 skrzynek), a „Bretagne” w marcu 1940 dalsze 1220 skrzynek (ok. 61 t).

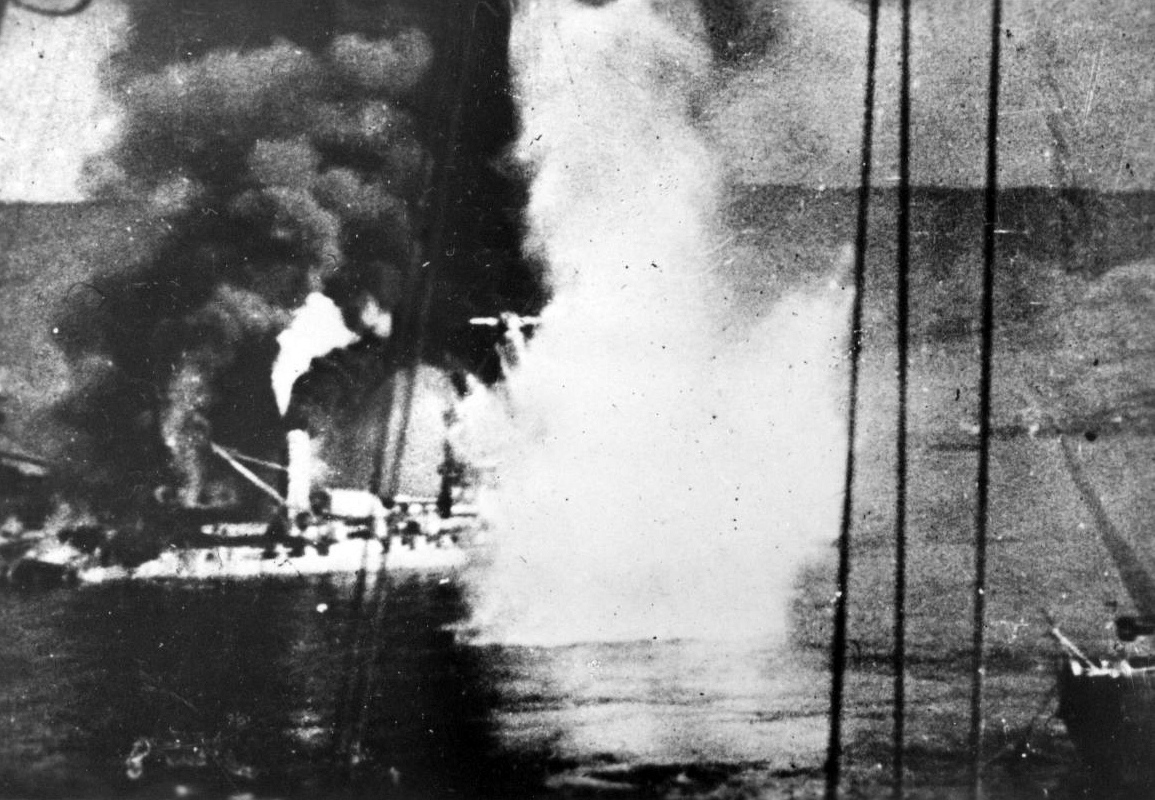
Płonący „Bretagne” pod ogniem w Mers el-Kebir

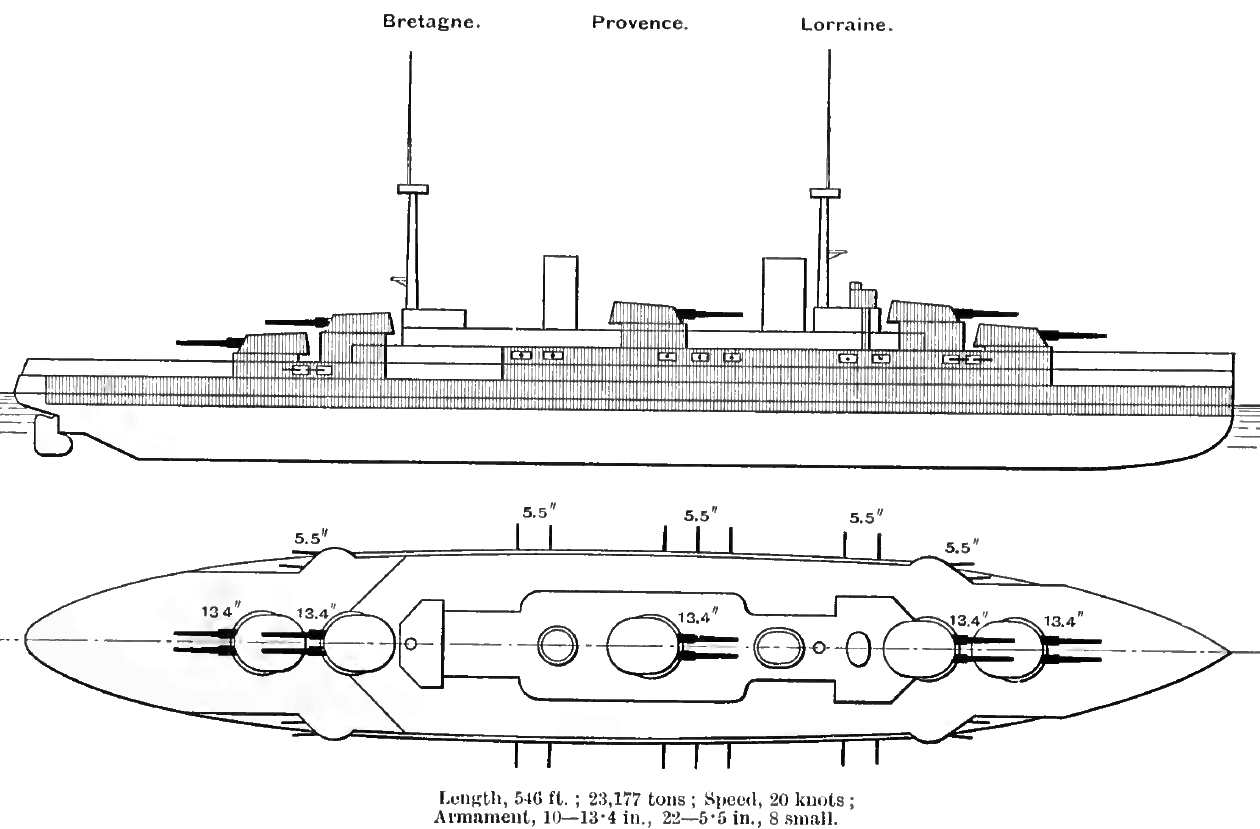
Schemat opancerzenia

Po upadku Francji „Bretagne” i „Provence” bazowały w Mers el-Kebir, a „Lorraine” w brytyjskiej bazie w Aleksandrii w Egipcie. Na początku lipca Brytyjczycy podjęli zbrojną operacji Catapult przeciw francuskim okrętom w obawie, żeby nie dostały się w ręce niemieckie. 3 lipca 1940, stojąc w porcie Mers el-Kebir, „Bretagne” i „Provence” zostały ostrzelane przez brytyjskie pancerniki. Na „Bretagne” doszło do wybuchu amunicji i pancernik szybko zatonął z większością załogi (977 ofiar), natomiast „Provence”, przygotowując się do wyjścia z portu, został uszkodzony  dwoma pociskami kalibru 381 mm i osadzony na mieliźnie. „Lorraine” z kolei został w drodze porozumienia rozbrojony, stacjonując w Aleksandrii pod francuskim dowództwem.
„Provence” po prowizorycznej naprawie został przebazowany do Tulonu we Francji. Na początku 1941 został tam rozbrojony. 27 listopada 1942 został samozatopiony w Tulonie, razem z innymi okrętami francuskimi, na skutek zajęcia bazy przez oddziały niemieckie. Wrak został podniesiony przez Włochów w lipcu 1943, lecz nie remontowany. Dwa jego działa zostały zamontowane jako bateria nadbrzeżna Seret w rejonie Tulonu. W 1944 wydobyty okręt został samozatopiony przez Niemców, a następnie w 1949 podniesiony i złomowany. W 1952 wydobyto i złomowano „Bretagne”.
„Lorraine” 30 maja 1943 wraz z innymi siłami francuskimi w Afryce północnej przeszedł na stronę aliantów, po czym, po remoncie, w latach 1944-1945 działał u wybrzeży Francji na Morzu Śródziemnym w składzie sił Wolnej Francji. Po wojnie używany był jako okręt szkolny do 1953, po czym 17 lutego 1953 wycofany ze służby i przeznaczony na hulk, a złomowany w styczniu 1954.